# Sidzsi Tacuja
Sidzsi Tacuja (Aicsi, 1938. október 20. –) japán válogatott labdarúgó.

## Nemzeti válogatott
A japán válogatottban 1 mérkőzést játszott, melyen 1 gólt szerzett.

## Statisztika
| Japán válogatott | Japán válogatott | Japán válogatott |
| Időszak          | Mérk.            | gól              |
| ---------------- | ---------------- | ---------------- |
| 1961             | 1                | 1                |
| Összesen         | 1                | 1                |